# Peyrouse
Peyrouse ist eine französische Gemeinde mit 274 Einwohnern (Stand: 1. Januar 2022) im Département Hautes-Pyrénées in der Region Okzitanien. Sie gehört zum Kanton Lourdes-1 und zum Arrondissement Argelès-Gazost. 

## Lage
Sie ist umgeben von den folgenden Nachbargemeinden:
|                     | Lourdes                                     |            |
| Saint-Pé-de-Bigorre | Kompassrose, die auf Nachbargemeinden zeigt | Poueyferré |
|                     | Lourdes                                     |            |

## Bevölkerungsentwicklung

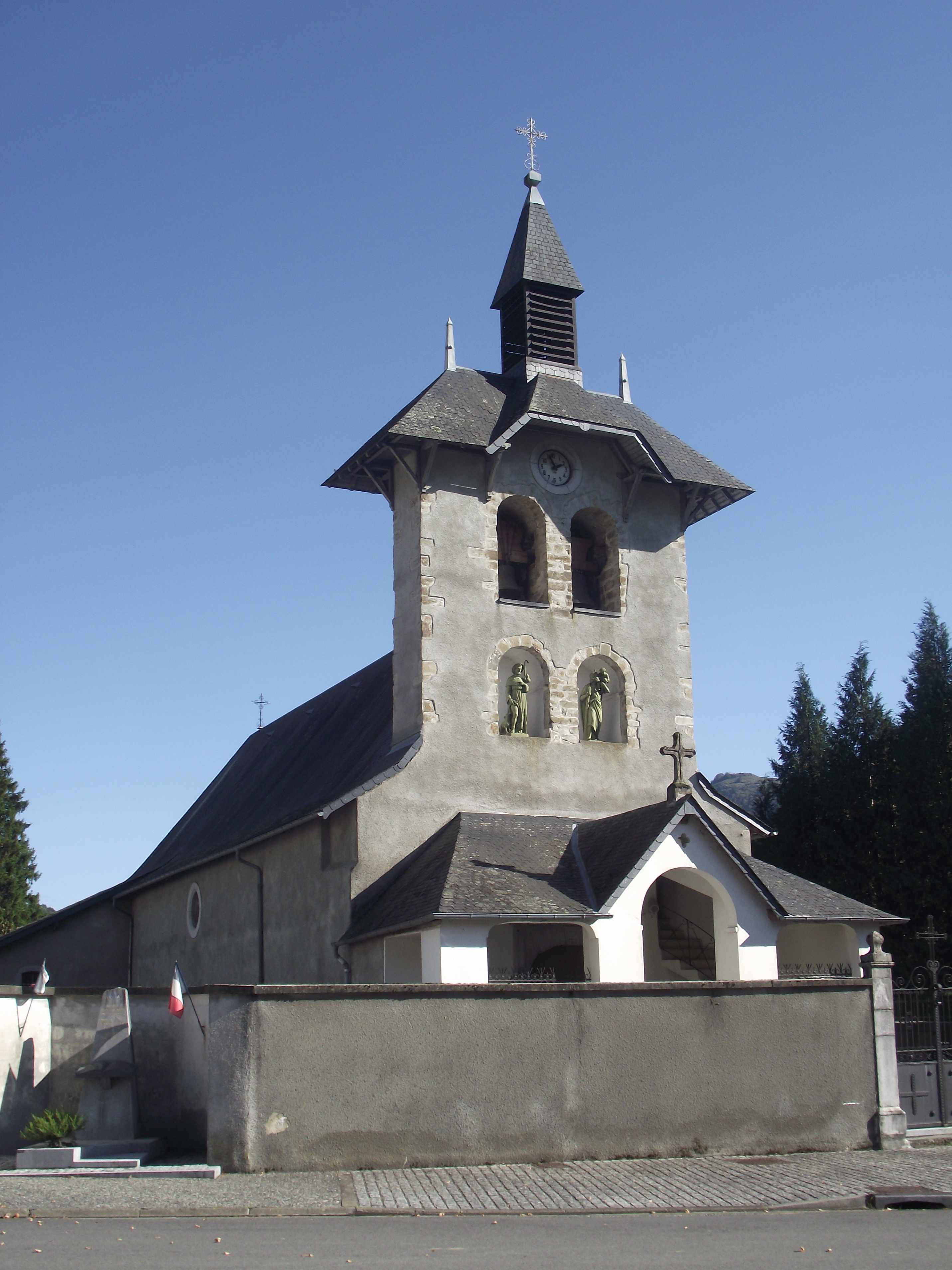
Kirche Saint-Martin

| Jahr                      | 1962 | 1968 | 1975 | 1982 | 1990 | 1999 | 2008 | 2016 |
| ------------------------- | ---- | ---- | ---- | ---- | ---- | ---- | ---- | ---- |
| Einwohner                 | 221  | 214  | 214  | 227  | 245  | 233  | 278  | 276  |
| Quelle: Cassini und INSEE |      |      |      |      |      |      |      |      |